# A második utca foglyai
A második utca foglyai (eredeti cím: The Prisoner of Second Avenue) 1975-ben bemutatott amerikai filmvígjáték-dráma, amelyet Neil Simon forgatókönyvéből Melvin Frank rendezett. A főbb szerepekben Jack Lemmon és Anne Bancroft látható. Simon az 1971-es Broadway-darabjából adaptálta a forgatókönyvet. A film zenéjét Marvin Hamlisch szerezte.
Az Amerikai Egyesült Államokban 1975. március 14-én mutatták be a mozikban.

## Cselekmény
A történet egy középkorú házaspár egyre súlyosbodó problémáit meséli el, akik a New York-i Manhattan Upper East Side-on, a második sugárúton élnek. Mel Edison 22 év hűséges munkaviszony után nemrég vesztette el állását és most azzal kell megbirkóznia, hogy középkorúként munkanélkülivé vált egy gazdasági recesszió idején. 
A cselekmény egy intenzív nyári kánikula és egy hosszabb ideig tartó hulladéksztrájk idején játszódik, ami súlyosbítja Edison helyzetét. Neki és feleségégének, Ednának zajos és vitatkozó szomszédokkal, a lakásukig érő manhattani utcákból áradó hangos zajokkal, valamint egy fényes nappal történő lakásbetöréssel is meg kell küzdeniük. Mel nem talál munkát, ezért Ednának kell pénzt keresnie. A férfi végül idegösszeomlást kap. A bátyja, Harry, a testvérei és főleg Edna szerető gondoskodásán múlik, hogy meg tud-e birkózni a nehézségekkel.

## Szereplők
| Színész                                     | Szerep             | Magyar hang        | Magyar hang         |
| Színész                                     | Szerep             | 1. szinkron (1976) | 2. szinkron         |
| ------------------------------------------- | ------------------ | ------------------ | ------------------- |
| Mel Edison                                  | Jack Lemmon        | Zenthe Ferenc      | Szombathy Gyula     |
| Edna Edison                                 | Anne Bancroft      | Földi Teri         | Hámori Ildikó       |
| Harry Edison                                | Gene Saks          | Velenczey István   | Cs. Németh Lajos    |
| Pauline                                     | Elizabeth Wilson   | Schubert Éva       | Illyés Mari         |
| Pearl                                       | Florence Stanley   | Apor Noémi         | Bókai Mária         |
| Belle                                       | Maxine Stuart      | Hacser Józsa       | Szilvássy Annamária |
| fiatal a parkban                            | Sylvester Stallone |                    | Welker Gábor        |
| taxisofőr                                   | F. Murray Abraham  |                    | Bicskey Lukács      |
| férfi a liftben (stáblistán nem szerepel)   | John Ritter        |                    |                     |
| férfi az emeleten (stáblistán nem szerepel) | Joe Turkel         |                    |                     |

## Fordítás
- Ez a szócikk részben vagy egészben  a   The Prisoner of Second Avenue című angol Wikipédia-szócikk fordításán alapul.  Az eredeti cikk szerkesztőit annak laptörténete sorolja fel. Ez a jelzés csupán a megfogalmazás eredetét és a szerzői jogokat jelzi, nem szolgál a cikkben szereplő információk forrásmegjelöléseként.